# 宇佐美うみ
宇佐美 うみ（うさみ うみ、1月1日 - ）は、日本のイラストレーター、元最高位戦日本プロ麻雀協会、現日本プロ麻雀協会所属の雀士、既婚。東京都世田谷区出身。慶應大学卒。配偶者は歯科医師。子供が1人おりIQ130以上のギフテッドである事を公表している。

## 人物
- 2000年代前半はゲーム会社のグラフィッカーと並行し、角川書店、宙出版、DNA出版等で漫画を執筆していた。退職後はゲーム原画等のイラストレーター、漫画家と並行してプロ雀士としての活動を始め、2014年頃に画業を引退したが、2024年X（旧Twitter）にて復帰を表明している。
- 画業引退後は一般職として株式会社ジュピターテレコム（J:COM）に入社していた。
- 漫画家の岡本倫と親交がある。
- 漫画家岡本倫の代表作『エルフェンリート』のヒロイン「にゅう」は、岡本氏の当初の構造上は髪色が茶色であり、当初アシスタントで入っていた宇佐美うみ氏が独断でピンク色に変更したとTwitter上での当人同士のやりとりで発覚した。岡本倫氏は「結果オーライ」と語っている。
- ヤングマガジンでの奨励賞受賞歴有り。
- 月刊誌『麻雀NOW』の元編集長。
- 第四期夕刊フジ杯優勝。
- 第八期女流最高位準優勝。
- これまでIカップだったが2023年時点ではKカップ。[1]

## 連載作
- 恋する麻雀（竹書房）
- 麻雀コラムうみブロ（竹書房）